# بيرت إليوت
بيرت إليوت (بالإنجليزية: Burt Elliott)‏ هو سياسي أمريكي، ولد في 23 يوليو 1947 في أبردين في الولايات المتحدة. حزبياً، نشط في الحزب الديمقراطي. وقد انتخب عضو داكوتا الجنوبية البيت النواب.